# ناوشکن کلاس اکیزوکی (۱۹۴۲)
ناوشکن کلاس اکیزوکی (۱۹۴۲) (به انگلیسی: Akizuki-class destroyer (1942)) یک کلاس از کشتی است که طول آن ۱۳۴٫۲ متر (۴۴۰ فوت ۳ اینچ) می‌باشد.